# 河田直人
河田 直人（かわだ なおと、1992年4月15日 - ）は、日本の元プロ野球選手（外野手）。

## 経歴
生光学園高等学校時代は通算27本塁打を放つ。
愛知学院大学に進んだが、早期のNPB入りを目指して2年の途中で中退し、自主トレーニングをしながら独立リーグに進むことを決める。
2012年12月におこなわれた四国アイランドリーグplusのトライアウトを受験。リーグへの入団が内定し、高知ファイティングドッグスから1位指名を受けて入団した。
2013年は開幕戦に3番でスタメン出場。全試合に出場し、打率.276、4本塁打、41打点の成績で打率はリーグ8位であった。2014年は4番を打ち、リーグ3位となる打率.316の成績を残した。この年、外野手のベストナインに選出された。
2015年シーズンには、6月にリーグが実施した北米遠征選抜チームに選ばれている。
2016年も前年に続き北米遠征チームのメンバーに選ばれた。2016年のシーズン終了後、環境を変えたい本人と現役を続けるなら戦力として考える球団の意見が衝突（その様子の一部はテレビ東京系列追跡LIVE! Sports ウォッチャーにて放送）。話し合いは平行線のまま、河田は高知を退団し球団は任意引退とした。
2017年2月9日、ベースボール・チャレンジ・リーグのトライアウトで富山GRNサンダーバーズに特別合格したことが発表された。2017年シーズンはキャリアハイの成績を残し外野手部門のベストナインを獲得。シーズン終了後に任意引退による退団を発表し、コメントの中で「僕の独立リーグ最後のチームが富山GRNサンダーバーズで本当によかったです。」と記している。
2017年11月24日、社会人野球のロキテクノベースボールクラブに、入団が決まったことを発表した。2019年3月の第109回富山県社会人野球リーグ戦では敢闘賞を獲得した。

## 詳細情報

### 年度別打撃成績
| 年 度       | 球 団       | 打 率 | 試 合 | 打 席 | 打 数 | 得 点 | 安 打 | 二 塁 打 | 三 塁 打 | 本 塁 打 | 打 点 | 三 振 | 四 球 | 死 球 | 犠 打 | 犠 飛 | 盗 塁 | 長 打 率 | 出 塁 率 | 併 殺 打 | 失 策 |
| ----------- | ----------- | ----- | ----- | ----- | ----- | ----- | ----- | -------- | -------- | -------- | ----- | ----- | ----- | ----- | ----- | ----- | ----- | -------- | -------- | -------- | ----- |
| 2013        | 高知        | .276  | 80    | 338   | 312   | 30    | 86    | 8        | 2        | 4        | 41    | 41    | 14    | 8     | 0     | 4     | 3     | .353     | .320     |          |       |
| 2014        | 高知        | .316  | 66    | 268   | 250   | 28    | 79    | 13       | 0        | 3        | 21    | 38    | 11    | 6     | 0     | 1     | 4     | .404     | .358     | 2        | 2     |
| 2015        | 高知        | .248  | 66    | 248   | 226   | 19    | 56    | 9        | 2        | 3        | 30    | 32    | 16    | 4     | 0     | 2     | 2     | .345     | .306     | 0        | 0     |
| 2016        | 高知        | .239  | 57    | 243   | 226   | 29    | 54    | 5        | 2        | 4        | 17    | 35    | 15    | 1     | 0     | 1     | 2     | .331     | .288     | 5        | 4     |
| 2017        | 富山        | .361  | 70    |       | 291   | 58    | 105   | 22       | 6        | 9        | 56    | 37    | 18    | 5     | 0     | 4     | 4     | .403     | .570     | 7        | 2     |
| 四国IL：4年 | 四国IL：4年 | .271  | 203   | 1097  | 1014  | 106   | 275   | 35       | 6        | 14       | 109   | 146   | 56    | 19    | 0     | 8     | 11    | .359     | .319     |          |       |
| BCL：1年    | BCL：1年    | .361  | 70    |       | 291   | 58    | 105   | 22       | 6        | 9        | 56    | 37    | 18    | 5     | 0     | 4     | 4     | .403     | .570     | 7        | 2     |

### 背番号
- 9 （2013年 - 2017年）